# Chloriona tateyamana
Chloriona tateyamana är en insektsart som beskrevs av Matsumura 1935. Chloriona tateyamana ingår i släktet Chloriona och familjen sporrstritar. Inga underarter finns listade i Catalogue of Life.